# Lancelot Law Whyte
Lancelot Law Whyte (1896 – 1972) fue un financiero escocés e ingeniero industrial.

## Biografía
Afirmó haber trabajado con Albert Einstein en la teoría del campo unificado. Alegó además que este trabajo estaba basado en la teoría del siglo XVIII del filósofo natural Ruđer Bošković.
Whyte propuso lo que denominó "el principio unitario" para unificar las teorías de la física. El trabajo experimental de esta teoría fue llevado a cabo por Leo Baranski.

## Obra

### Artículos científicos
- Zeit. f. Phys., 56, 809, 1929. ‘On the characteristics of a unified physical theory. I. The presence of a universal constant with the dimensions of a length.’ (In German.)
- Zeit. f. Phys., 61, 274, 1930. ‘Ditto. II. Rulers, clocks, and a possible alternative to 4-co-ordinate representation.’ (In German.)
- Libr. of Xth Int. Congr. of Phil., Ámsterdam, 1948. I. 298. ‘One-way Processes in Biology.’
- Nature, 163, 762, 1949. ‘Tendency towards Symmetry in Fundamental Physical Structures.’
- Nature, 166, 824, 1950. ‘Planck’s Constant and the Fine-Structure Constant.’
- Brit. J. Phil. Sci., 1, 303, 1951. ‘Fundamental Physical Theory. An Interpretation of the Present Position of the Theory of Particles.’
- Brit. J. Phil. Sci., 3, 256, 1952. ‘Angles in Fundamental Physics.’
- Am. Math. Monthly, 59, 606, 1952. ‘Unique Arrangements of Points on a Sphere.’
- Brit. J. Phil. Sci., 3, 243, 1952. ‘The Electric Current. A Study of the Role of Time in Electron Physics.’
- Brit. J. Phil. Sci., 3, 349, 1953. ‘Has a Single Electron a Transit Time?’
- Phil. Mag., 44, 1303, 1953. ‘The Velocities of Fundamental Particles.’
- Brit. J. Phil. Sci., 4, 160, 1953. ‘Light Signal Kinematics.’
- Am. J. Phys., 21, 323, 1953. ‘Dimensional Theory: Dimensionless Secondary Quantities.’
- Brit. J. Phil. Sci., 5, 1, 1954. ‘A Dimensionless Physics ?’
- Nature, 174, 398, 1954. ‘Velocity of Electron Pulses.’ (With D. Gabor and D. L. Richards.)
- Brit. J. Phil. Sci., 4, 337, 1954. ‘Geodesics and the Space and Time of Physical Observations.’
- Ann. of Sci., 10, 20, 1954. ‘On the History of Natural Lengths.’
- Brain, 77 (I), 158, 1954. ‘Hypothesis regarding the Brain Modifications underlying Memory.’
- Brit. J. Phil. Sci., 5, 332, 1955. ‘Note on the Structural Philosophy of Organism.’
- Brit. J. Phil. Sci., 6, 107, 1955. ‘One-Way Processes in Physics and Bio-Physics.’
- Nature, 179, 284, 1957. ‘Boscovich and Particle Theory.’
- Nature, 180, 513, 1957. ‘Chirality.’
- Brit. J. Phil. Sci., 7, 347, 1957. ‘On the Relation of Physical Laws to the Processes of Organisms.’
- Notes and Records, Roy. Soc. London, 13, 38, 1958. ‘R. J. Boscovich, 1711-1787, and the Mathematics of Atomism.’
- Nature, 182, 198, 1958. ‘Chirality.’
- Nature, 182,230, 1958. Report of Bicentenary Meeting, ‘Boscovich’s Theoria Philosophise Naturalis, 1758.
- Brit. J. Phil. Sci., 9, 133, 1958. ‘The Scope of Quantum Mechanics.’

### Libros
- Internal Factors in Evolution (Soc. Sci. Pbs.), Lancelot Law Whyte. Tavistock Pubns. 1968
- Unconscious Before Freud (Soc. Sci. Pbs.), Lancelot Law Whyte. Tavistock Pubns. 1967
- The Next Development in Man, Lancelot Law Whyte, et al. Transaction Publishers,U.S.  2002
- The Universe of Experience: A Worldview Beyond Science and Religion, Lancelot Law Whyte, et al. Transaction Publishers,U.S. 2003
- Hierarchical Structures, Lancelot Law Whyte (Editor). Elsevier 1969
- Essay on Atomism: From Democritus to 1960, Lancelot Law Whyte. Nelson 1961
- The atomic problem: A challenge to physicists and mathematicians,Lancelot Law Whyte. Allen & Unwin 1961